# Shistosomoza
Shistosomoza (znana tudi kot bilharzioza, polžja mrzlica in kuga Katayama) je bolezen, ki jo povzroča zajedavski črv vrste Schistosoma. Okuži lahko sečila ali črevesje. Simptomi so lahko med drugim bolečina v trebuhu, driska, krvavo blato ali kri v seču. Pri osebah, ki so okužene dlje časa, lahko pride do okvare jeter, odpovedi ledvic, neplodnosti, ali pa do raka mehurja. Pri otrocih lahko povzroči slabo rast in težave pri učenju.
Bolezen se prenaša s stikom z vodo, ki vsebuje zajedavce. Ti zajedavci se sproščajo iz okuženih sladkovodnih polžev. Bolezen je še posebej pogosta v državah v razvoju med otroki, ki se bolj verjetno igrajo v okuženih vodah. Druge visoko rizične skupine so kmetje, ribiči in ljudje, ki okuženo vodo rabijo za vsakdanja opravila. Bolezen spada v skupino okužb helminti. Diagnoza se opravlja z iskanjem jajčec zajedavca v seču ali blatu prizadete osebe. Lahko se tudi potrdi na osnovi protiteles proti bolezni v krvi.
Bolezen se preprečuje z izboljšanjem dostopa do čiste vode in zmanjšanjem števila polžev. Na področjih, kjer je bolezen pogosta, lahko vse obolele obdelamo naenkrat in letno z zdravilom prazikvantel. Na ta način se zmanjša število okuženih in omeji širjenje bolezni. Prazikvantel je tudi zdravilo, ki ga Svetovna zdravstvena organizacija priporoča vsem, za katere se ve, da so okuženi.
Shistosomoza prizadeva skoraj 210 milijonov ljudi po vsem svetu, in po ocenah 12.000 do 200.000 obolelih umre letno zaradi nje. Bolezen je najpogostejša v Afriki, kot tudi Aziji in Južni Ameriki. Na območjih, kjer je bolezen pogosta, živi okoli 700 milijonov ljudi v več kot 70 državah. Kar se ekonomskih posledic parazitske bolezni tiče, je shistosomoza na drugem mestu za malarijo. Od antike do začetka 20. stoletja, so v Egiptu kri v seču, simptom shistosomoze, razumeli kot moško različico menstruacije in kot znak, da deček ni več otrok, temveč odrasel moški Bolezen uvrščamo med zapostavljene tropske bolezni.